# Olga Wiktorowna Kaliturina
Olga Wiktorowna Kaliturina (russisch Ольга Викторовна Калитурина; * 9. März 1976) ist eine russische Hochspringerin.
1994 wurde sie Juniorenweltmeisterin. Den bedeutendsten Erfolg ihrer Karriere feierte sie mit dem Gewinn der Silbermedaille bei den  Leichtathletik-Weltmeisterschaften 1997 in Athen. Mit einer übersprungenen Höhe von 1,96 m teilte sie sich den zweiten Platz mit der höhengleichen Inha Babakowa hinter der Siegerin Hanne Haugland (1,99 m). Im selben Jahr war Kaliturina russische Meisterin im Hochsprung geworden.
2000 wurde sie mit 1,96 m Dritte bei den Leichtathletik-Halleneuropameisterschaften in Gent. Vor ihr lagen Kajsa Bergqvist (2,00 m) und Zuzana Hlavoňová (1,98 m). Bei den Leichtathletik-Europameisterschaften 2002 in München gewann Kaliturina eine weitere Bronzemedaille. Mit 1,89 m platzierte sie sich hinter Kajsa Bergqvist (1,98 m) und Marina Kupzowa (1,92 m). Im folgenden Jahr wurde Kaliturina bei den Leichtathletik-Weltmeisterschaften in Paris/Saint-Denis nur Elfte.
Olga Kaliturina ist 1,80 m groß und hat ein Wettkampfgewicht von 60 kg. Sie ist mit dem Weitspringer Kirill Sossunow verheiratet.

## Bestleistungen
- Hochsprung: 1,98 m, 7. August 2004, Moskau
  - Halle: 1,97 m, 6. Februar 2002, Stockholm